# Brick (pel·lícula)
Brick és una pel·lícula de thriller de misteri neo-noir estatunidenc del 2005 escrita i dirigida per Rian Johnson en el seu debut com a director, protagonitzada per Joseph Gordon-Levitt. Brick va ser distribuïda per Focus Features, i es va estrenar a Nova York i Los Angeles el 7 d'abril de 2006. La narració de la pel·lícula se centra en una història de detectius i corrupció en un suburbi de Califòrnia. La majoria dels personatges principals són estudiants de secundària. La pel·lícula es basa molt en la trama, la caracterització i el diàleg de clàssics durs, especialment els de Dashiell Hammett. El títol es refereix a un bloc d'heroïna, comprimit aproximadament a la mida i la forma d'un maó.
La pel·lícula va guanyar el premi especial del jurat a l'originalitat de la visió al Festival de Cinema de Sundance de 2005, i va rebre ressenyes positives de la crítica. Ha arribat a ser considerat com un clàssic de culte.

## Argument
L'estudiant de secundària Brendan Frye descobreix una nota que el dirigeix a un telèfon públic, on rep una trucada de la seva exnòvia Emily Kostich, demanant-li ajuda. Ella esmenta un "maó dolent", "el Pin" i "Tug" abans de penjar bruscament, aparentment per por d'un Ford Mustang negre que passa, des del qual es llança una cigarreta de marca distintiva. Incapaç de localitzar l'Emily, Brendan demana ajuda al seu amic Brain. Una trobada amb una altra exnòvia, Kara, el porta a una festa organitzada per la coqueta noia de classe alta Laura Dannon i el seu xicot, Brad Bramish. Laura indica en Brendan a Dode, el nou xicot drogoaddicte de l'Emily, que organitza una reunió amb l'Emily.
L'Emily rebutja la trucada telefònica com un error i li diu a Brendan que la deixi anar. Brendan roba el seu bloc de notes i troba una nota que el porta al seu cadàver a un túnel l'endemà al matí. Consternat, Brendan decideix investigar el seu assassinat, amagant el cos per evitar la participació de la policia. Brendan descobreix que "el Pin" es refereix a un baró de la droga local. Com que Brad és un conegut consumidor de drogues, Brendan es baralla amb ell, amb l'esperança de cridar l'atenció del Pin. Més tard, un home que portava una gorra ataca en Brendan.
De camí cap a casa, Brendan veu el Mustang negre en un aparcament i intenta entrar-hi, però és atrapat pel pinxo amb gorra, que resulta ser el propietari del cotxe. L'home ataca en Brendan, que demana repetidament trobar-se amb el Pin en comptes de lluitar. L'home és Tug, el principal encarregat del Pin, que a contracor porta en Brendan a casa del Pin. Brendan demana feina al Pin, i el Pin diu que investigarà en Brendan i el contractarà o el farà mal; Brendan esbrinarà quin l'endemà. La Laura revela que va estar a casa del Pin tot el temps i porta en Brendan a l'escola. Explica que l'Emily va robar un "maó" d'heroïna després de ser rebutjada per l'operació del Pin. Laura s'ofereix a ajudar en Brendan, però ell desconfia d'ella.
L'endemà, Brendan s'assabenta que el Pin l'ha contractat. Dode truca a Brendan i li diu que va veure en Brendan amagar el cos de l'Emily. Creient que Brendan és l'assassí, amenaça amb arruïnar-lo. Brendan coneix el Pin, que sospita que Tug planeja trair-lo. A casa del Pin, Tug li diu a Brendan que el Pin ha comprat recentment deu maons d'heroïna. Vuit es van vendre ràpidament a l'engròs. El novè va ser robat i posteriorment va tornar contaminat, i el maó definitiu queda per vendre. El Pin arriba i diu que algú vol reunir-se per parlar de l'Emily, revelant que en Tug també va tenir una relació sentimental amb ella.
Brendan intercepta Dode de camí a la reunió i descobreix que l'Emily estava embarassada quan va morir; Dode creu que el nadó era seu. Brendan es desmaia de les ferides acumulades i arriba tard a la reunió per trobar en Dode demanant diners per revelar qui va matar l'Emily. Tug es torna boig i dispara a Dode al cap, després amenaça el Pin, que marxa mentre Brendan es desmaia de nou. Brendan es desperta a l'habitació d'en Tug, i en Tug li diu que estan en guerra amb el Pin.
Brendan organitza una reunió entre els dos i espera a l'habitació d'en Tug. La Laura el reconforta mentre es dol per l'Emily, i es fan un petó. Brendan reconeix que el seu cigarret és la mateixa marca que es va deixar caure del Mustang durant la trucada amb l'Emily. A la reunió, el caos esclata quan es descobreix que falta el desè maó. Tug mata el Pin mentre Brendan fuig, escapant just quan arriba la policia. Mentre hi va, passa per davant del maleter parcialment obert del cotxe d'en Tug, on ha col·locat el cos d'Emily per assegurar-se que la policia culpi del seu assassinat a Tug.
L'endemà, Brendan es troba amb la Laura a l'escola. Ella revela que Tug va morir després d'un tiroteig amb la policia. Brendan explica que sap que la Laura va preparar l'Emily per assumir la caiguda del robatori del novè maó de la Laura, i després va manipular l'Emily perquè es trobés amb Tug, que va entrar en pànic i la va matar després que ella li digués que era el pare del fill que esperava. Brendan ha escrit una nota a l'administració de l'escola indicant que el desè maó es troba a l'armari de la Laura. La Laura li diu reivindicativament a Brendan que l'Emily no volia quedar-se amb el nadó perquè no estimava el pare, i que l'Emily estava embarassada de tres mesos quan va morir, és a dir, el nen no nascut era seu.

## Repartiment
- Joseph Gordon-Levitt com a Brendan Frye
- Nora Zehetner com a Laura Dannon
- Lukas Haas com el Pin
- Noah Fleiss com a Tugger
- Matt O'Leary com a The Brain
- Emilie de Ravin com a Emily Kostich
- Noah Segan com a Dode
- Richard Roundtree com a Assistent V.P. Trueman
- Meagan Good com a Kara
- Brian White com a Brad Bramish

## Producció

### Desenvolupament

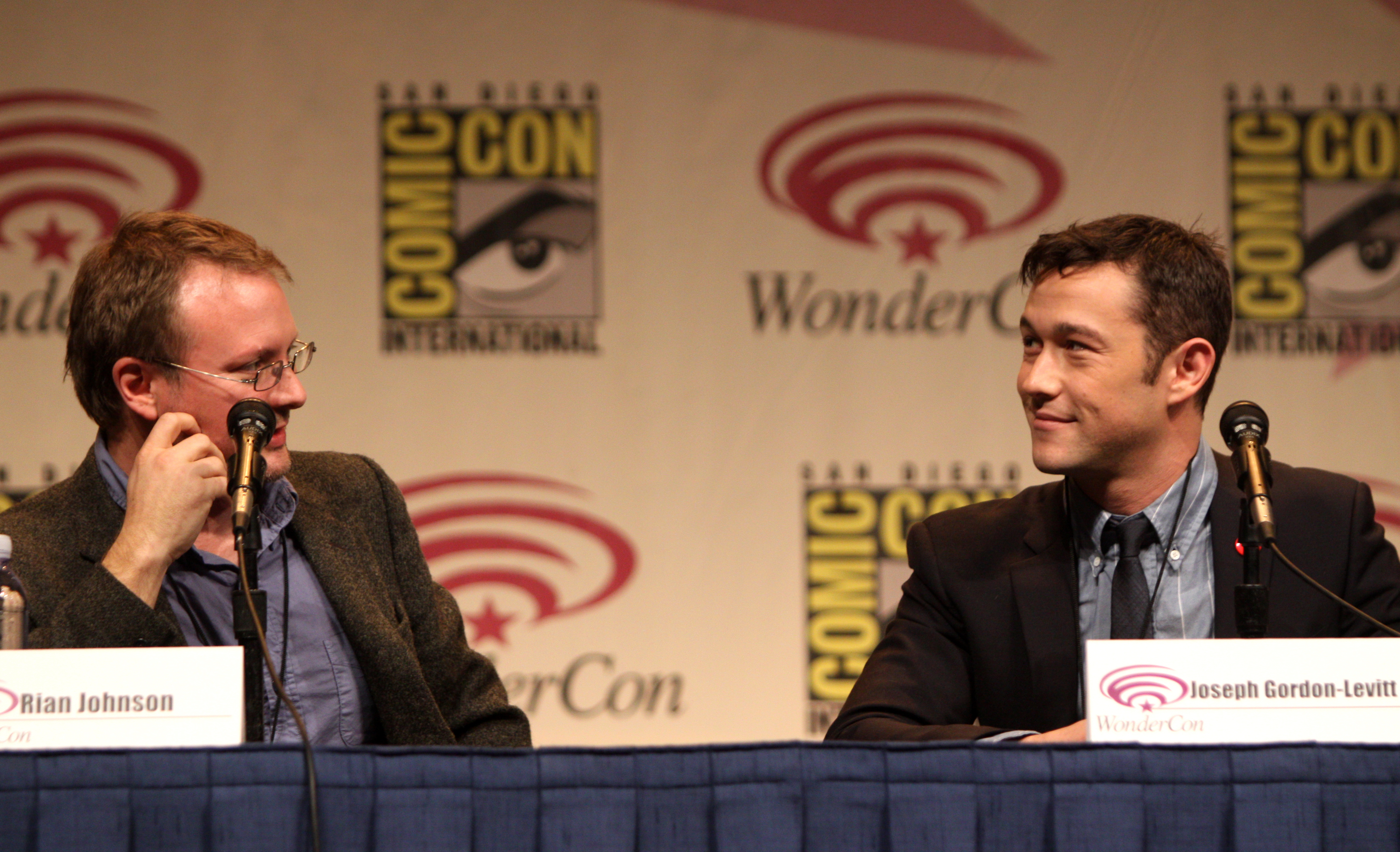
Rian Johnson amb Joseph Gordon-Levitt el març de 2012.

Els orígens de Brick van ser les obsessions de Rian Johnson amb les novel·les de Dashiell Hammett. Hammett era conegut per  novel·les de detectius hardboiled, i Johnson volia fer una història detectivesca estatunidenca senzilla. Havia descobert el treball de Hammett a través d'una entrevista dels germans Coen sobre la seva pel·lícula de gàngsters de 1990, Mort entre les flors. Va llegir Collita roja (1929) i després va passar a El falcó maltès (1930) i La clau de vidre (1931), aquesta última havia estat la principal influència per a la pel·lícula dels Coen. Johnson havia crescut veient pel·lícules de detectius i pel·lícules negres. La lectura de les novel·les de Hammett el va inspirar a fer la seva pròpia contribució. Es va adonar que això resultaria en una mera imitació i va posar la seva obra a l'institut per mantenir les coses fresques. Sobre el procés d'escriptura inicial va comentar "va ser realment sorprenent com tots els arquetips d'aquell món detectiu llisquen perfectament sobre els xicots de secundària". També volia interrompre les tradicions visuals que provenien del gènere. Un cop va començar a fer Brick, va trobar "molt sobre l'experiència de ser un adolescent per a mi". Johnson va sostenir que la pel·lícula no era autobiogràfica.
Johnson va escriure el primer esborrany el 1997 després de graduar-se a l'USC School of Cinematic Arts un any abans. El material era massa inusual per fer-lo amb un director novell. Johnson va estimar la quantitat mínima de diners per a la qual podia fer la pel·lícula i va demanar suport als amics i familiars. La seva família treballava en el sector de la construcció i va contribuir prou per animar els altres a contribuir. Després que Johnson hagués adquirit uns 450.000 dòlars per al pressupost de la pel·lícula, Brick va començar la producció el 2003.

### Filmació
Tot i que la pel·lícula es va rodar en 20 dies, Johnson va passar una gran quantitat de temps abans perfeccionant el guió i tres mesos assajant amb el repartiment. Havia vist Joseph Gordon-Levitt a Manic (2001), es va reunir amb ell i sabia que volia contractar el jove actor. Va animar el repartiment a llegir Hammett però no a veure cap pel·lícula negra, perquè no volia que influïssin en les seves actuacions. En canvi, els va fer veure comèdies de Billy Wilder com L'apartament (1960) i Lluna nova (1940). Al principi estava nerviós treballant amb un repartiment i un equip professional per primera vegada, però tan bon punt va començar a filmar, aquesta sensació va desaparèixer i va tenir una bona experiència.

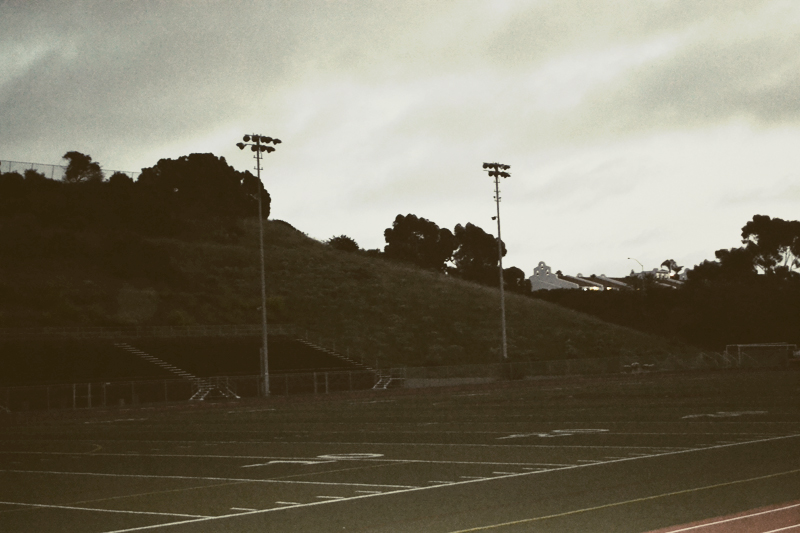
SCamp de futbol del San Clemente High School

Johnson va rodar la pel·lícula a la seva ciutat natal de San Clemente (Califòrnia) amb pel·lícula de 35 mm. Gran part de la pel·lícula té lloc a la San Clemente High School, a la qual va assistir. Va reclutar estudiants autèntics per treballar en la pel·lícula, rodant els caps de setmana. El director de fotografia era Steve Yedlin, un amic de l'escola de cinema que havia participat en el projecte des que es va escriure el guió.

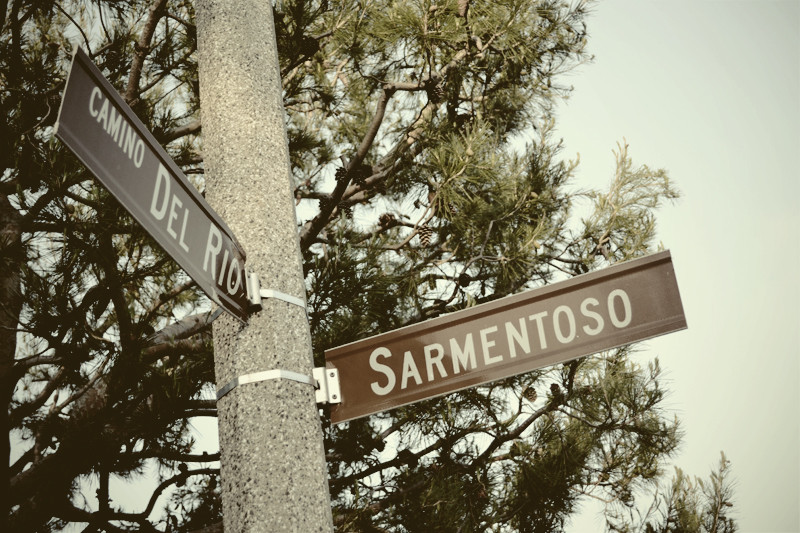
Street sign for Del Rio and Sarmentoso

Per a les escenes de la cabina telefònica, Johnson i la tripulació van filmar al suburbi de San Clemente. El mateix rètol dels carrers transversals de Sarmentoso i Camino del Rio encara es manté en peu. Tanmateix, la cabina telefònica en si va ser un accessori que el departament de producció va afegir per a la pel·lícula.
El cafè i Pie Oh My! eren al restaurant Carrows, però des d’aleshores ha estat abandonat.

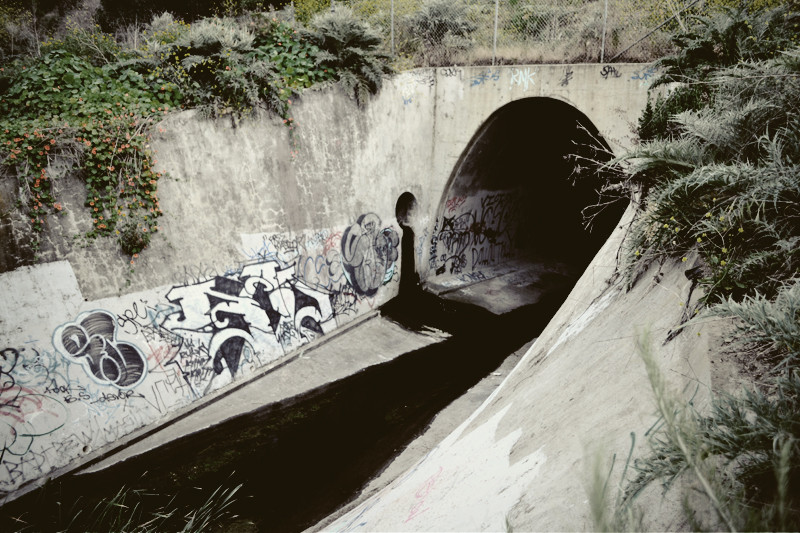
Túnel de drenatge sota la rampa de sortida de Pico

El túnel de drenatge de la pel·lícula es troba just al carrer del camp de futbol de l'institut San Clemente i passa per sota de l'autopista per la rampa de sortida de Pico.
Johnson va tenir dificultats per trobar una casa deteriorada per a la base d'operacions del Pin. La producció va trobar una casa adequada, però només va tenir una setmana fins que va ser enderrocada per reconstruir-la al seu solar. El soterrani era un conjunt que van construir, però la cuina i la sala d'estar del Pin encara existeixen al bed and breakfast del castell de Blarney. Johnson també va tenir dificultats per trobar una mansió per a l'escena de la festa fins que, quan faltava un dia per trobar la ubicació, un antic executiu de Telecom i excèntric milionari els va permetre rodar al seu lloc que encara estava en construcció. La gran mansió estava plena de telèfons públics de la dècada de 1950 des del pis fins al sostre.
Johnson va citar els Sergio Leone Spaghetti Westerns i Cowboy Bebop (1998) de Shinichiro Watanabe com a influències en la seva visualització de la pel·lícula. Va utilitzar sabates com a element de disseny per als seus personatges i les va veure com una "instantània de l'essència" dels personatges. També ha afirmat que moltes de les pistes visuals de la pel·lícula es van prendre del neo-noir Chinatown (1974) amb els seus espais plans molt oberts.

### Efectes especials
La majoria dels efectes especials de la pel·lícula es van produir de manera econòmica i eficient amb efectes pràctics i efecte in-camera. Al començament de a la pel·lícula, per exemple, de Ravin camina cap a la càmera fora d'un túnel mentre una bossa d'escombraries flota riu avall i engoleix la càmera, passant a Joseph Gordon-Levitt de nou al dormitori del seu personatge. Per aconseguir-ho, l'efecte desitjat es va filmar en ordre invers. La bossa d'escombraries va començar a sobre de la càmera i es va treure durant el rodatge, mentre Ravin caminava cap enrere al túnel. A continuació, aquest metratge es va tallar en una escena en què una bossa d'escombraries es va posar simplement sobre el cap de Gordon-Levitt.
Filmar un cotxe que condueix lentament al revés i, a continuació, reproduir el metratge cap enrere a una velocitat més alta dona la il·lusió d'un cotxe que s'apropa ràpidament mentre la càmera s'enfila davant d'ell amb estil. Els esvaïments intel·ligents donen la impressió que el temps canvia mentre els smash cuts afegeixen tensió a una escena en què el protagonista es desperta després de desmaiar-se. També es van introduir determinades edicions a la pel·lícula per programar el metratge amb diferents diàlegs, afegint certa informació i deixant-ne fora. Aquestes edicions es noten, ja que la boca dels actors no sempre es mou en sincronia amb el seu diàleg. Una escena en particular, en la qual el personatge de De Ravin flotava cap a la càmera, utilitzava una pantalla verda, però es va editar fora de la pel·lícula abans de la seva finalització.

### Edició
El tall original de la pel·lícula va durar més de dues hores, tot i que es va editar fins a 117 minuts per al Festival de Cinema de Sundance. Es van retallar 7 minuts addicionals abans de l'estrena al cine, inclosa una foto de l'esquena nua de Zehetner mentre es tornava a posar la camisa després que ella i el personatge de Gordon-Levitt tinguessin sexe. Segons una publicació de Johnson als seus propis fòrums, va sentir que la nuesa se sentia malament en el context de la pel·lícula, i que preferia deixar ambigu el grau d'intimitat, tot i que de tant en tant es trobava endevinant aquesta decisió.

### Música
La banda sonora de Brick va ser composta pel cosí de Johnson, Nathan Johnson, amb suport addicional i música de The Cinematic Underground. La partitura fa referència a l'estil, la sensació i la textura general de les pel·lícules negres. Té instruments tradicionals com el piano, la trompeta i el violí, i també conté instruments únics i inventats com el wine-o-phone, el metal·lòfon, els pianos tacks, els arxivadors i Estris de cuina, tots gravats amb un micròfon en un Apple PowerBook. Atès que Nathan Johnson va estar a Anglaterra durant la major part del procés de producció, la partitura es va compondre gairebé íntegrament a través d'iChat d'Apple, amb Rian reproduint clips de la pel·lícula per a Nathan, que després els faria la partitura. Els dos es van conèixer a Nova York per barrejar la banda sonora. El CD de la banda sonora de la pel·lícula va ser llançat el 12 de març de 2006 per Lakeshore Records. A més de la partitura de Johnson, conté cançons de The Velvet Underground, Anton Karas i Kay Armen, així com la versió de la big band de "Frankie and Johnny" interpretadat per Bunny Berigan i una interpretació completa sense editar de "The sun whose rays are all blaze" de Nora Zehetner. Johnson ha confirmat que diversos elements de la pel·lícula van estar influenciats pel creador de Twin Peaks, David Lynch.

## Mitjans domèstics
El llançament del DVD Regió 1 de Brick es va publicar el 8 d'agost de 2006, com a part de la sèrie Focus Features Spotlight. Les característiques especials inclouen: selecció d'escenes suprimides i ampliades amb presentacions de Johnson; imatges de l'audició amb Nora Zehetner i Noah Segan; i inclouen comentaris d'àudio amb Rian Johnson, Nora Zehetner, Noah Segen, el productor Ram Bergman, la dissenyadora de producció Jodie Tillen i la dissenyadora de vestuari Michele Posch.
El DVD Regió 2 es va publicar el 18 de setembre de 2006.
El Blu-ray de Brick va ser llançat el 7 de gener de 2020 per Kino Lorber, que va ser supervisat per Johnson i Yedlin. Abans s'estrenarà el 7 de maig de 2019.

## Recepció i llegat

### Taquilla
Brick es va estrenar als Estats Units el 7 d'abril de 2006, en dues sales. Es va obrir al públic del Regne Unit el 12 de maig de 2006, en un nombre limitat de pantalles. Segons la pista de comentaris del DVD, la pel·lícula es va fer per 450.000 dòlars. La pel·lícula va recaptar 2,07 milions de dòlars a Amèrica del Nord i un total de 3,9 milions de dòlars a tot el món.

### Resposta crítica
Brick té una puntuació d'aprovació del 80% a Rotten Tomatoes basat en 142 ressenyes i una puntuació mitjana de 7,03/10. El consens afirma: "Aquest entretingut homenatge al passat dels noirs s'ha actualitzat de manera elegant i convincent a un entorn de secundària contemporani"
and ranked #35 on Entertainment Weekly's list of the "50 Best High School Movies". Based on 34 critic reviews, Metacritic gave it an average score of 72 out of 100, indicating "generally favorable reviews". i ocupa el lloc número 35 a la lista d’Entertainment Weekly de les "50 millors pel·lícules de secundària". Basant-se en 34 ressenyes crítiques, Metacritic li va donar una puntuació mitjana de 72 de 100, que indica "crítiques generalment favorables".
Roger Ebert del Chicago Sun-Times va donar a la pel·lícula tres estrelles de quatre, afirmant "[Funciona] en el sentit que els clàssics noirs de Hollywood van funcionar: la història mai és clara mentre es desenvolupa, però proporciona una rica font de diàleg, comportament i incidents." L'únic defecte greu de la pel·lícula, va pensar Ebert, era que els personatges no eren del tot creïbles i, per tant, era difícil preocupar-se pel resultat dels esdeveniments per als personatges. Peter Travers de Rolling Stone també va donar una crítica positiva a la pel·lícula, explicant: "Una parodia hauria estat fàcil. En canvi, Johnson s'enfonsa a l'extrem profund, arriscant-se al ridícul donant forma a aquest encanteri amb passió i gravetat."
Stephen Holden de The New York Times "El Sr. Haas i el Sr. Gordon-Levitt almenys aconsegueixen evocar els contorns dels seus personatges. Però la confiança de la pel·lícula en l’argot del període no sols la manté ferma; manté els personatges, tal com són, a una distància freda."
Brick ocupa el lloc 489 a la llista de Empire de 2008 de les 500 millors pel·lícules de tots els temps.

### Accolades
| Any  | Premi                                                       | Categoria                                                                      | Receptor       | Resultat  |
| ---- | ----------------------------------------------------------- | ------------------------------------------------------------------------------ | -------------- | --------- |
| 2005 | Festival de Cinema de Sundance                              | Premi especial del Jurat: Dramàtic, per originalitat de visió                  |                | Guanyador |
| 2005 | Festival de Cinema de Sundance                              | Gran Premi del Jurat : Dramàtic                                                | Nominat        |           |
| 2005 | Festival de Cinema de Deauville                             | Gran Premi Especial                                                            |                | Guanyador |
| 2006 | Premis de l'Associació de Crítics de Cinema de Chicago      | Director més prometedor                                                        | Rian Johnson   | Guanyador |
| 2006 | Premis Independent Spirit                                   | Premi John Cassavetes (millor producció amb pressupost inferior a 500.000 USD) |                | Nominat   |
| 2006 | Premis del Cercle de Crítics de Cinema de San Francisco     | Millor guió – Original                                                         | Rian Johnson   | Nominat   |
| 2006 | Premis Satellite                                            | Millor banda sonora original                                                   | Nathan Johnson | Nominat   |
| 2006 | Festival de Cinema de Sitges                                | Premi Ciutadà Kane a la direcció revelació                                     | Rian Johnson   | Guanyador |
| 2007 | CPremis de l'Associació de Crítics de Cinema d'Ohio Central | Millor pel·lícula ignorada                                                     |                | Guanyador |
| 2007 | CPremis de l'Associació de Crítics de Cinema d'Ohio Central | Millor guió – Original                                                         | Rian Johnson   | Guanyador |
| 2007 | Premis de la Online Film Critics Society                    | Millor cineasta revelació                                                      | Rian Johnson   | Nominat   |
| 2007 | Premis Empire                                               | Millor revelació masculina                                                     | Rian Johnson   | Nominat   |